# Čkyně
Čkyně (en allemand : Kieselhof) est une commune du district de Prachatice, dans la région de Bohême-du-Sud, en République tchèque. Sa population s'élevait à 1 561 vhabitants en 2024.

## Géographie
Čkyně est arrosée par la Volyňka, un affluent de l'Otava, et se trouve à 8 km au nord-nord-ouest de Vimperk , à 18 km au nord-ouest de Prachatice, à 50 km à l'ouest-nord-ouest de České Budějovice et à 116 km au sud-sud-ouest de Prague.
La commune est limitée par Dřešín, Vacovice et Čestice au nord, par Lčovice à l'est, par Bošice, Bohumilice et Vimperk au sud, et par Zdíkov et Vacov à l'ouest.

## Histoire
La première mention écrite de la localité date de 1243.

## Administration
La commune se compose de sept sections :
- Čkyně
- Dolany
- Horosedly
- Onšovice
- Předenice
- Spůle
- Záhoříčko

## Galerie

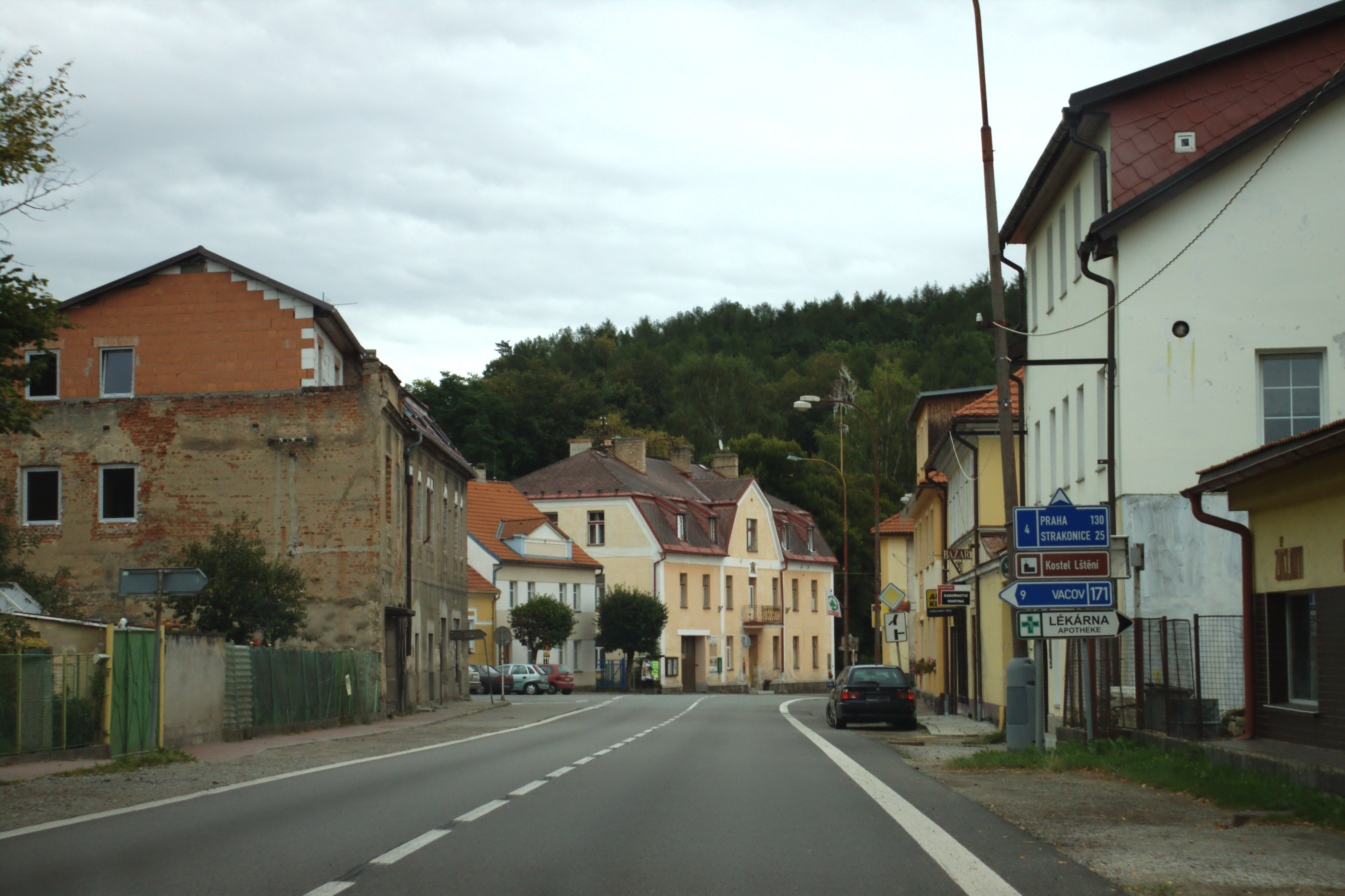
Centre de Čkyně.
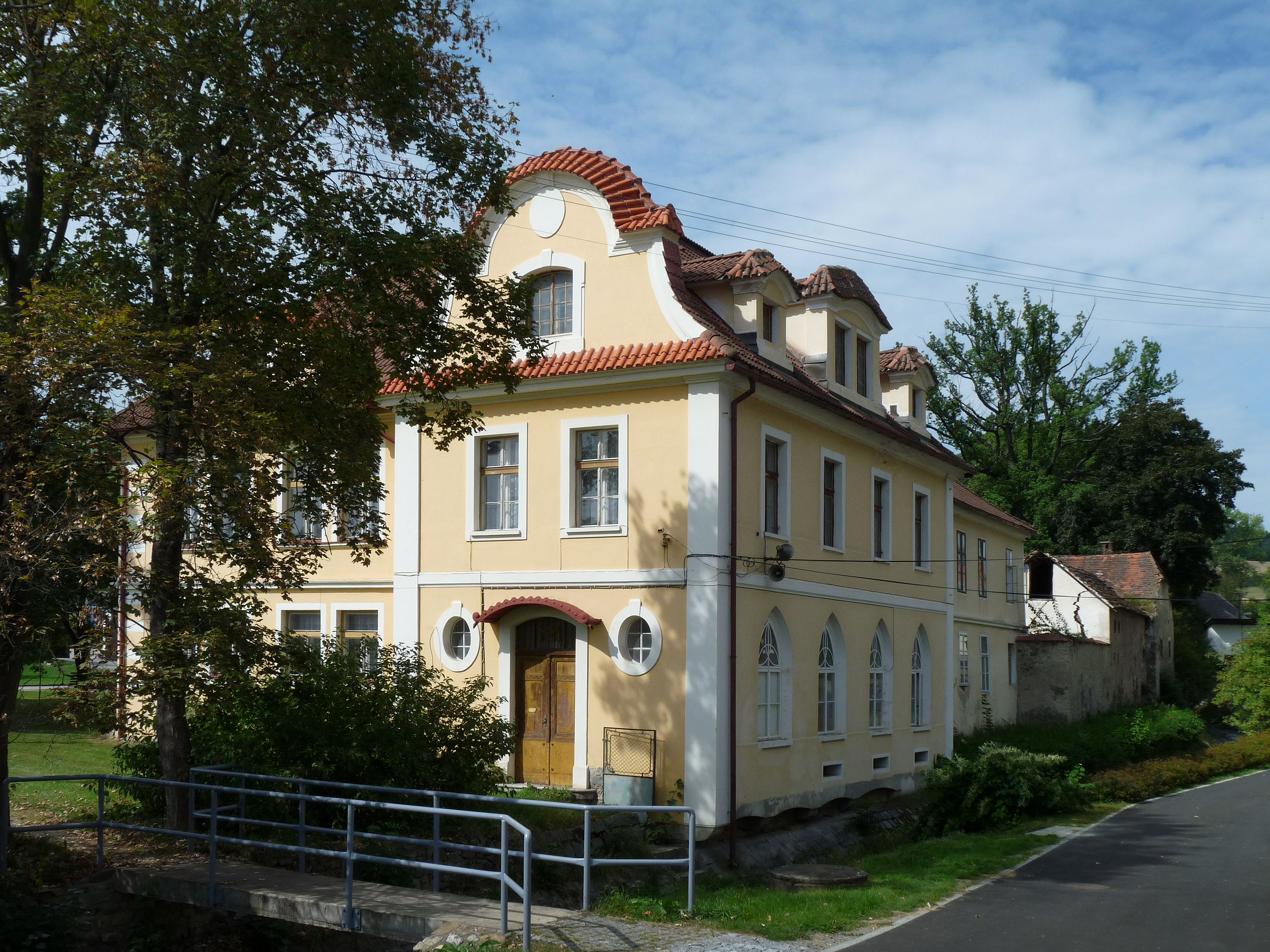
Čkyně : la mairie.

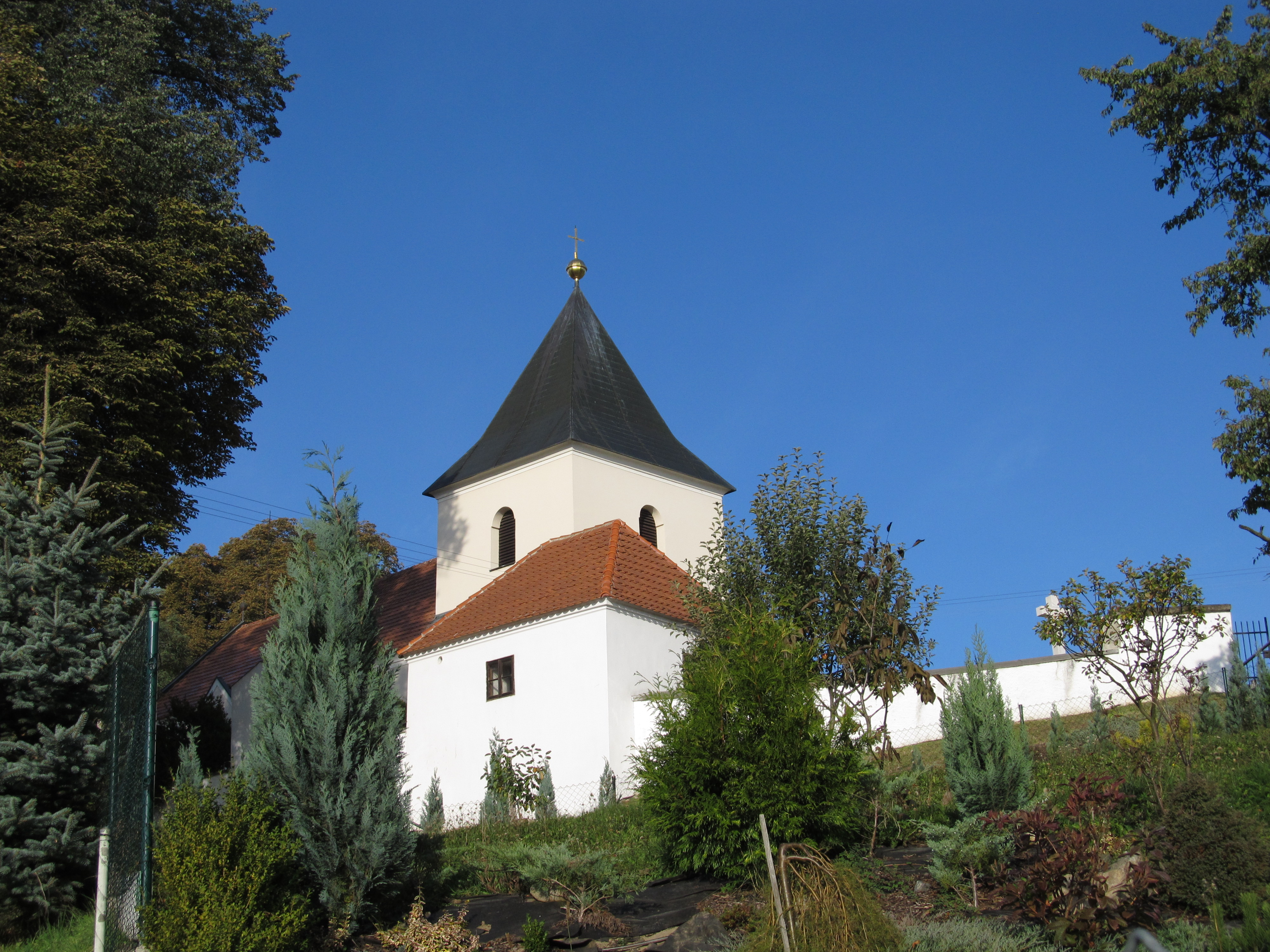
Église Sainte-Marie Madeleine.

## Transports
Par la route, Čkyně se trouve à 9,5 km de Vimperk , à 25 km de Prachatice, à 43 km de České Budějovice et à 146 km de Prague.